# Eternity (Anathema)
Eternity è il terzo album in studio del gruppo musicale britannico Anathema, pubblicato nel 1996 dalla Peaceville Records.

## Descrizione
È il primo disco del gruppo che si distanzia dalle sonorità doom metal per avvicinarsi a quelle space rock e ambient, mantenendo sempre viva quella atmosfera decadente gothic che li aveva tenuti a battesimo pochi anni prima.

## Tracce
1. Sentient – 2:59 (testo: Les Smith – musica: Daniel Cavanagh)
2. Angelica – 5:51 (testo: Duncan Patterson – musica: Daniel Cavanagh)
3. The Beloved – 4:44 (testo: Vincent Cavanagh – musica: Daniel Cavanagh)
4. Eternity Part I – 5:35 (Duncan Patterson)
5. Eternity Part II – 3:12 (Duncan Patterson)
6. Hope – 5:55 (Roy Harper, David Gilmour) – originariamente interpretata dai Pink Floyd
7. Suicide Veil – 5:11 (testo: Duncan Patterson – musica: Duncan Patterson, Daniel Cavanagh)
8. Radiance – 5:52 (Daniel Cavanagh)
9. Far Away – 5:30 (Duncan Patterson)
10. Eternity Part III – 4:44 (Duncan Patterson)
11. Cries on the Wind – 5:01 (testo: Duncan Patterson – musica: Daniel Cavanagh, Duncan Patterson)
12. Ascension – 3:37 (musica: Daniel Cavanagh)

Tracce bonus nell'edizione limitata
1. Far Away (Acoustic) – 5:23 (Duncan Patterson)
2. Eternity Part III (Acoustic) – 5:06 (Duncan Patterson)
3. Angelica (Live) – 6:52 – presente nella riedizione rimasterizzata del 2003

Traccia bonus nell'edizione giapponese
1. Sleepless '96 – 4:30 (testo: Darren White – musica: Daniel Cavanagh)

## Formazione
Gruppo
- Vincent Cavanagh – voce, chitarra
- Daniel Cavanagh – chitarra, tastiera
- Duncan Patterson – basso
- John Douglas – batteria

Altri musicisti
- Les Smith – tastiera
- Michelle Richfield – voce femminile

Produzione
- Tony Platt – produzione, ingegneria del suono
- Martin Wilding – assistenza tecnica
- Ian Anderson – mastering